# Rövidcsőrű fűposzáta
A rövidcsőrű fűposzáta (Schoenicola brevirostris) a verébalakúak (Passeriformes) rendjébe, ezen belül a tücsökmadárfélék (Locustellidae) családjába és a Schoenicola nembe tartozó faj. 16-17 centiméter hosszú. Angola, Burundi, a Dél-afrikai Köztársaság, Dél-Szudán, az Egyenlítői-Guinea, Etiópia, Gabon, Guinea, Kamerun, Kenya, a Kongói Demokratikus Köztársaság, a Kongói Köztársaság, Libéria, Malawi, Mozambik, Nigéria, Ruanda, Sierra Leone, Szudán, Szváziföld, Tanzánia, Uganda, Zambia és Zimbabwe vízhez közeli bozótos füves területein él. Déli állományai a költést követően északabbra vonulnak. Apró gerinctelenekkel táplálkozik.

## Alfajok
- S. b. alexinae (Heuglin, 1863) – Sierra Leonétől Etiópiáig, észak-Malawiig, Angoláig és Zambiáig;
- S. b. brevirostris (Sundevall, 1850) – Közép-Malawitól Mozambikig és kelet-Dél-afrikai Köztársaságig, déli állományai a költést követően északabbra vándorolnak.

## Fordítás
- Ez a szócikk részben vagy egészben  a   Fan-tailed grassbird című angol Wikipédia-szócikk fordításán alapul.  Az eredeti cikk szerkesztőit annak laptörténete sorolja fel. Ez a jelzés csupán a megfogalmazás eredetét és a szerzői jogokat jelzi, nem szolgál a cikkben szereplő információk forrásmegjelöléseként.